# Magnetorresistencia gigante

Resultados fundadores de Fert et al.

La magnetorresistencia gigante (MRG) es un efecto mecánico cuántico que se observa en estructuras de película delgada compuestas de capas alternadas ferromagnéticas y no magnéticas. Se manifiesta en forma de una bajada significativa de la resistencia eléctrica observada bajo la aplicación de un campo magnético externo: cuando el campo es nulo, las dos capas ferromagnéticas adyacentes tienen una magnetización antiparalela puesto que están sometidas a un acoplamiento ferromagnético débil entre las capas. Bajo efecto de un campo magnético externo, las magnetizaciones respectivas de las dos capas se alinean y la resistencia de la multicapa cae de manera súbita. Los espines de los electrones de la sustancia no magnética se alinean en igual número de manera paralela y antiparalela al campo magnético aplicado, y por tanto sufren un cambio de difusión magnética en una menor medida respecto a las capas ferromagnéticas que se magnetizan de forma paralela.

## Descubrimiento
Este efecto fue descubierto de forma independiente en 1988 por un equipo liderado por Peter Grünberg del Jülich Research Centre en capas cristalinas de Fe/Cr/Fe, los cuales poseen la patente y en capas de Fe/Cr por el grupo de Albert Fert de la Universidad de París-Sur, quienes por primera vez observaron el fenómeno en las multicapas que dio lugar al nombre y que primeramente explicaron la física subyacente. 
Un equipo de IBM liderado por Stuart Parkin reconoció rápidamente las posibilidades de utilización del efecto para un sensor de campo magnético y, por consiguiente, para la cabeza de lectura en un disco duro de ordenador y replicó el efecto en capas policristalinas en 1989. En diciembre de 1997 IBM liberó al mercado el primer dispositivo comercial basado en este efecto.
El descubrimiento de esta tecnología supuso para Peter Grünberg y Albert Fert el Premio Nobel de Física del año 2007.

## Tipos de fenómenos MRG

### Magnetorresistencia gigante en las multicapas
En este caso, al menos dos capas ferromagnéticas están separadas por una película ultradelgada (cerca de 1 nanómetro) de metal no ferromagnético (por ejemplo, dos capas de hierro separadas por el cromo: Fe / Cr / Fe). Para ciertos espesores, el acoplamiento RKKY entre las capas ferromagnéticas adyacentes, se hace un acoplamiento antiferromagnético: a nivel energético, se hace preferible para las capas adyacentes que sus magnetizaciones respectivas se alineen de manera antiparalela. La resistencia eléctrica del dispositivo normalmente es más grande en el caso antiparalelo, y la diferencia puede alcanzar varias decenas de porcentuales a temperatura ambiente. En estos dispositivos, la capa intermediaria corresponde al segundo pico antiferromagnético en la oscilación antiferromagnético-ferromagnético del acoplamiento RKKY.
La magnetorresistencia gigante fue observada por primera vez en una configuración multicapa, trabajándose con apilamientos de 10 o más capas.

### Magnetorresistencia gigante de válvula de spin

MRG de válvula de spin.

En el MRG de válvula de spin dos capas ferromagnéticos están separadas por una capa no magnética (aproximadamente 3 nm), pero sin acoplamiento RKKY. Si el campo coercitivo de ambos electrodos ferromagnéticos es diferente, es posible conmutarlos independientemente. Así, podemos realizar una alineación paralela o antiparalela, y la resistencia debe ser más grande en el caso antiparalelo. Este sistema es a veces llamado válvula de espín puesto que permite controlar el espín de los electrones que circulan.
Esta es la que presenta mayor interés comercial puesto que es la configuración usada en la mayoría de los discos duros.

### Magnetorresistencia gigante granular
El magnetorresistencia gigante granular es un fenómeno que se produce en precipitados sólidos de materiales magnéticos en una matriz no magnética. En la práctica, el MRG granular es observado únicamente en matrices de cobre que contienen gránulos de cobalto. La razón de ello es que el cobalto y el cobre no son miscibles, y por tanto es posible crear precipitado sólido enfriando rápidamente una mezcla en fusión de cobre y cobalto. La talla de los gránulos depende de la velocidad de enfriamiento y del recocido posterior. Los materiales que muestran una magnetorresistencia gigante granular no parecen en el 2005 capaces de reproducir los efectos tan importantes como los presentados por los formados a partir de multicapas.

## Aplicaciones
Otra aplicación es la memoria de acceso aleatorio magnética no volátil. Actualmente, su uso como en sensores está muy extendido.